# Marco Negri (piłkarz)
Marco Negri (ur. 27 października 1970 w Mediolanie) – były włoski piłkarz występujący na pozycji napastnika.

## Kariera
Negri zawodową karierę rozpoczynał w 1988 roku w Udinese Calcio z Serie B. W 1989 roku awansował z nim do Serie A. Wówczas odszedł do Novary Calcio z Serie C2. W 1990 roku wrócił do Udinese, grającego teraz w Serie B. W 1991 roku przeszedł do Ternany Calcio z Serie C1. W 1992 roku awansował z nią do Serie B. Wówczas odszedł do innego zespołu Serie B, Cosenzy. Spędził tam rok.
W 1993 roku Negri przeszedł do Bologny z Serie C1. Po roku spędzonym w tym klubie wrócił do Cosenzy, gdzie również występował przez rok. W 1995 roku przeszedł do Perugii Calcio, także grającej w Serie B. W 1996 roku awansował z nią do Serie A. W Perugii spędził jeszcze rok.
W 1997 roku trafił do szkockiego Rangers. W 1998 roku z 32 bramkami na koncie został królem strzelców Scottish Premier Division. W tym samym roku zdobył z zespołem Puchar Ligi Szkockiej, a w 1999 roku mistrzostwo Szkocji oraz Puchar Szkocji. W tym samym roku został wypożyczony do Vicenzy Calcio. W 2000 roku wrócił do Rangers, gdzie spędził jeszcze kilka miesięcy.
W 2001 roku Negri ponownie został graczem Bologny (Serie A). Następnie grał w Cagliari Calcio (Serie B), Livorno (Serie B) oraz Perugii (Serie B), gdzie w 2005 roku zakończył karierę.